# Борис Коломанович
Бори́с Колома́нович (Каламанос, также известен как Борис Конрад; венг. Borisz) (1113—1154) — претендент на венгерский престол, византийский полководец.
Остался в венгерской истории как один из самых опасных самозванцев, претендовавших на престол, поскольку с ним вынуждены были бороться последовательно несколько королей Венгрии и он пытался привлечь на свою сторону правителей почти всех соседних государств.

## Биография

### Ранние годы
Родился в 1113 году, был сыном Евфимии, жены венгерского короля Кальмана (Коломана) I. Поскольку ещё во время беременности Евфимии король Кальман заявил, что не является отцом ребёнка и дал ей развод, Борис появился на свет в Киеве, при дворе своего деда по матери Владимира Мономаха.
Он предположительно предъявил свои права на венгерский трон в 1128 году, когда несколько недовольных правлением Иштвана II феодалов признали правителем некоего «графа Борса». Доподлинно неизвестно, был ли это Борис Коломанович или же какой-то другой авантюрист; так или иначе, этот заговор провалился.

### Претензии на престол и вторжения в Венгрию
Примерно в 1130 году Борис прибыл ко двору византийского императора Иоанна, надеясь получить от него военную поддержку для захвата власти в Венгрии. Время он выбрал удачное, потому что в 1127—1129 годах отношения между Византией и Венгрией серьёзно ухудшились. Иоанн принял Бориса очень хорошо, оказывал знаки доверия, дал ему престижный титул пангиперсебастоса и даже выдал за него замуж свою родственницу Анну Дукаину. Однако несмотря на это, военной помощи он не получил, поскольку внимание византийского двора в то время было сосредоточено на Малой Азии.
Между тем события в Венгрии складывались в его пользу. Умер король Иштван, и далеко не вся венгерская знать поддерживала его преемника Белу II. Борис отбыл ко двору польского короля Болеслава III. Туда же к нему прибыли послы от представителей венгерской знати, недовольных новым королём Белой. Борис заручился поддержкой Болеслава, пообещав в случае восшествия на престол создать польско-венгерский альянс против Священной Римской империи.
Борис собрал в Польше войско, в которое влились и недовольные королём Белой венгры, и русские ратники, и двинулся на Венгрию. Зная, что некоторые венгерские дворяне поддержали его претензии, король Бела II призвал к себе всех знатных феодалов страны и потребовал, чтобы они признали его единственным законным правителем, а Бориса Коломановича — бастардом и самозванцем. Отказавшиеся дворяне были казнены.
Вскоре после этого венгерские и польские войска встретились в сражении на реке Шайо (22 июля 1132 года). Армии Белы и его союзника Леопольда III Австрийского одержали уверенную победу, войско Бориса было разгромлено, а сам он скрылся с поля боя.
После этого на протяжении всего правления Белы II Борис не предпринимал попыток захватить трон, хотя его союзник Болеслав Польский заключил с венграми мир только в августе 1135 года.
В конце 1145 года Борис прибыл к королю Германии Конраду III вместе с его зятем князем Чехии Владиславом II. Со слезами и скорбным тоном Борис жаловался Конраду, что был лишен своей отчины, и умолял помочь в возвращении Венгрии. Владислав и его жена Гертруда помогли убедить Конрада, чтобы Борис начал набирать наемников в Австрии и Баварии.
В 1146 году Борис вновь вторгся в Венгрию и при помощи немецких и австрийских наёмных солдат в апреле захватил Братиславу. Король Геза II двинулся туда, послав вперёд разведчиков, которые выяснили, что на город напали наёмники, которым платит Борис. Геза осадил Братиславу, применив осадные орудия и расставив вокруг города лучников. Понимая, что сами не смогут вырваться из осады, а подкрепления находятся далеко, наёмники начали переговоры о мире. Король Геза предложил им 3000 фунтов в золотом весе, и крепость вернулась под его власть, а наёмники разошлись по домам.
Тогда Борис обратился за помощью к Генриху II Австрийскому, но австрийское войско, отправленное ему на подмогу, было разбито армией Гезы II 11 сентября 1146 года. После этого Борис уже не предпринимал активных попыток вторжения в Венгрию.

### Поздние годы
После этого Борис решил присоединиться ко Второму Крестовому походу, рассчитывая поссорить крестоносцев с Гезой II и с их помощью захватить престол, так как знал, что в Венгрии всё ещё есть люди, которые его поддержат. Сначала он хотел вступить в войска Конрада, но Геза, узнав о его планах, с помощью денег вынудил немцев отказаться от Бориса. Тогда он обратился к королю Франции Людовику VII, подчеркивая право на престол Венгрии. Людовик не ответил на его письмо, и Борис убедил двух французских феодалов тайно взять его в крестоносное войско.
Летом 1147 года крестоносцы вошли в Венгрию. Узнав, что его противник прячется среди французов, Геза II потребовал экстрадиции Бориса, но Людовик VII отказался его выдать — скорее всего, потому, что жена Бориса имела родственные связи с византийским императором Мануилом Комнином. Однако французский король не стал и оказывать Борису помощь. Борис вместе с крестоносцами прибыл в Византию, где и остался.
Впоследствии Борис Коломанович стал одним из полководцев императора Мануила Комнина и участвовал в военной кампании византийцев против Венгрии, командуя одной из армий, опустошавшей южные районы королевства. По заданию императора Мануила он разграбил окрестности реки Тимиш и даже обратил в бегство небольшой венгерский отряд, но когда туда направился Геза во главе армии, Борис покинул пределы Венгрии.
Борис был убит в сражении с печенегами в 1154 году. Оттон Фрейзингский отмечает, что он был убит стрелой из лука.

## Брак и дети
Около 1130 года Борис женился на Анне Дукаиной (ум. после 1157), родственнице императора Иоанна II Комнина. После смерти мужа она ушла в монастырь, приняв имя Арете. От неё Борис имел двух сыновей: Константина, впоследствии византийского полководца и наместника в Киликии, и Стефана; есть также версия, что у них была дочь Анна (Анастасия), которая стала женой сербского жупана Стефана Немани. Дети Бориса не предпринимали попыток захватить венгерский престол.